# Campeonato Mundial de Halterofilismo de 1969
O Campeonato Mundial de Halterofilismo de 1969 foi a 43ª edição do campeonato organizado pela Federação Internacional de Halterofilismo (FIH) em Varsóvia, na Polónia entre 20 a 28 de setembro de 1969. Foram disputadas 9 categorias com a presença de 166 halterofilistas de 37 nacionalidades. Essa edição foi realizada em conjunto com o Campeonato Europeu de Halterofilismo de 1969.

## Medalhistas
| Evento                  | Ouro                                     | Ouro     | Prata                                  | Prata    | Bronze                                       | Bronze   |
| 52 kg                   | 52 kg                                    | 52 kg    | 52 kg                                  | 52 kg    | 52 kg                                        | 52 kg    |
| ----------------------- | ---------------------------------------- | -------- | -------------------------------------- | -------- | -------------------------------------------- | -------- |
| Desenvolvimento militar | Vladislav Krishchishin · União Soviética | 112,5 kg | Sándor Holczreiter · Hungria           | 110,0 kg | Zygmunt Smalcerz · Polónia                   | 105,0 kg |
| Arranque                | Vladimir Smetanin · União Soviética      | 102,5 kg | Walter Szołtysek · Polónia             | 100,0 kg | Chaiya Sukchinda · Tailândia                 | 97,5 kg  |
| Arremesso               | Vladimir Smetanin · União Soviética      | 130,0 kg | Walter Szołtysek · Polónia             | 130,0 kg | Vladislav Krishchishin · União Soviética     | 127,5 kg |
| Total                   | Vladislav Krishchishin · União Soviética | 337,5 kg | Vladimir Smetanin · União Soviética    | 337,5 kg | Walter Szołtysek · Polónia                   | 335,0 kg |
| 56 kg                   |                                          |          |                                        |          |                                              |          |
| Desenvolvimento militar | Imre Földi · Hungria                     | 125,0 kg | Mohammad Nassiri Irão                  | 120,0 kg | Fernando Báez · Porto Rico                   | 115,0 kg |
| Arranque                | Henryk Trębicki · Polónia                | 107,5 kg | Imre Földi · Hungria                   | 105,0 kg | Hiroshi Ono · Japão                          | 105,0 kg |
| Arremesso               | Mohammad Nassiri Irão                    | 140,0 kg | Atanas Kirov · Bulgária                | 137,5 kg | Hiroshi Ono · Japão                          | 132,5 kg |
| Total                   | Mohammad Nassiri Irão                    | 360,0 kg | Atanas Kirov · Bulgária                | 347,5 kg | Hiroshi Ono · Japão                          | 342,5 kg |
| 60 kg                   |                                          |          |                                        |          |                                              |          |
| Desenvolvimento militar | Mladen Kuchev · Bulgária                 | 130,0 kg | Yoshiyuki Miyake · Japão               | 125,0 kg | Jan Wojnowski · Polónia                      | 122,5 kg |
| Arranque                | Masao Kato · Japão                       | 117,5 kg | Yoshiyuki Miyake · Japão               | 115,0 kg | Dito Shanidze · União Soviética              | 115,0 kg |
| Arremesso               | Dito Shanidze · União Soviética          | 150,0 kg | Masao Kato · Japão                     | 147,5 kg | Yoshiyuki Miyake · Japão                     | 145,0 kg |
| Total                   | Yoshiyuki Miyake · Japão                 | 385,0 kg | Mladen Kuchev · Bulgária               | 385,0 kg | Dito Shanidze · União Soviética              | 380,0 kg |
| 67,5 kg                 |                                          |          |                                        |          |                                              |          |
| Desenvolvimento militar | Nasrollah Dehnavi Irão                   | 140,0 kg | Zbigniew Kaczmarek · Polónia           | 140,0 kg | Waldemar Baszanowski · Polónia               | 140,0 kg |
| Arranque                | Waldemar Baszanowski · Polónia           | 135,0 kg | Ondrej Hekel · Tchecoslováquia         | 130,0 kg | János Bagócs · Hungria                       | 127,5 kg |
| Arremesso               | Waldemar Baszanowski · Polónia           | 170,0 kg | János Bagócs · Hungria                 | 167,5 kg | Ondrej Hekel · Tchecoslováquia               | 162,5 kg |
| Total                   | Waldemar Baszanowski · Polónia           | 445,0 kg | János Bagócs · Hungria                 | 430,0 kg | Zbigniew Kaczmarek · Polónia                 | 425,0 kg |
| 75 kg                   |                                          |          |                                        |          |                                              |          |
| Desenvolvimento militar | Viktor Kurentsov · União Soviética       | 152,5 kg | Juhani Mursu · Finlândia               | 145,0 kg | Leif Jenssen · Noruega                       | 142,5 kg |
| Arranque                | Aimé Terme · França                      | 140,0 kg | Viktor Kurentsov · União Soviética     | 137,5 kg | Gábor Szarvas · Hungria                      | 135,0 kg |
| Arremesso               | Viktor Kurentsov · União Soviética       | 177,5 kg | Gábor Szarvas · Hungria                | 175,0 kg | Tamotsu Sunami · Japão                       | 165,0 kg |
| Total                   | Viktor Kurentsov · União Soviética       | 467,5 kg | Gábor Szarvas · Hungria                | 440,0 kg | Juhani Mursu · Finlândia                     | 437,5 kg |
| 82,5 kg                 |                                          |          |                                        |          |                                              |          |
| Desenvolvimento militar | Russell Knipp · Estados Unidos           | 162,5 kg | Hans Bettembourg · Suécia              | 162,5 kg | Boris Selitsky · União Soviética             | 160,0 kg |
| Arranque                | Masushi Ouchi · Japão                    | 152,5 kg | Norbert Ozimek · Polónia               | 145,0 kg | Valery Shary · União Soviética               | 142,5 kg |
| Arremesso               | Károly Bakos · Hungria                   | 185,0 kg | Valery Shary · União Soviética         | 182,5 kg | Boris Selitsky · União Soviética             | 182,5 kg |
| Total                   | Masushi Ouchi · Japão                    | 487,5 kg | Károly Bakos · Hungria                 | 487,5 kg | Boris Selitsky · União Soviética             | 482,5 kg |
| 90 kg                   |                                          |          |                                        |          |                                              |          |
| Desenvolvimento militar | Kaarlo Kangasniemi · Finlândia           | 175,0 kg | Karl Arnold · Alemanha Oriental        | 170,0 kg | Bo Johansson · Suécia                        | 165,0 kg |
| Arranque                | Bo Johansson · Suécia                    | 150,0 kg | Kaarlo Kangasniemi · Finlândia         | 150,0 kg | Géza Tóth · Hungria                          | 145,0 kg |
| Arremesso               | Géza Tóth · Hungria                      | 190,0 kg | Kaarlo Kangasniemi · Finlândia         | 190,0 kg | Bakr El-Sayed Bassam · República Árabe Unida | 187,5 kg |
| Total                   | Kaarlo Kangasniemi · Finlândia           | 515,0 kg | Bo Johansson · Suécia                  | 500,0 kg | Géza Tóth · Hungria                          | 495,0 kg |
| 110 kg                  |                                          |          |                                        |          |                                              |          |
| Desenvolvimento militar | Bob Bednarski · Estados Unidos           | 182,5 kg | Jaan Talts · União Soviética           | 180,0 kg | Eivind Rekustad · Noruega                    | 175,0 kg |
| Arranque                | Bob Bednarski · Estados Unidos           | 160,0 kg | Jaan Talts · União Soviética           | 155,0 kg | Kauko Kangasniemi · Finlândia                | 155,0 kg |
| Arremesso               | Jaan Talts · União Soviética             | 212,5 kg | Bob Bednarski · Estados Unidos         | 212,5 kg | Kauko Kangasniemi · Finlândia                | 190,0 kg |
| Total                   | Bob Bednarski · Estados Unidos           | 555,0 kg | Jaan Talts · União Soviética           | 547,5 kg | Kauko Kangasniemi · Finlândia                | 507,5 kg |
| +110 kg                 |                                          |          |                                        |          |                                              |          |
| Desenvolvimento militar | Serge Reding · Bélgica                   | 202,5 kg | Joseph Dube · Estados Unidos           | 202,5 kg | Stanislav Batishchev · União Soviética       | 192,5 kg |
| Arranque                | Stanislav Batishchev · União Soviética   | 165,0 kg | Joseph Dube · Estados Unidos           | 162,5 kg | Leonid Zhabotinsky · União Soviética         | 162,5 kg |
| Arremesso               | Serge Reding · Bélgica                   | 215,0 kg | Stanislav Batishchev · União Soviética | 212,5 kg | Joseph Dube · Estados Unidos                 | 212,5 kg |
| Total                   | Joseph Dube · Estados Unidos             | 577,5 kg | Serge Reding · Bélgica                 | 570,0 kg | Stanislav Batishchev · União Soviética       | 570,0 kg |

- — RECORDE MUNDIAL

## Quadro de medalhas
Quadro de medalhas no total combinado
| Ordem | País            | Medalha de ouro | Medalha de prata | Medalha de bronze | Total |
| ----- | --------------- | --------------- | ---------------- | ----------------- | ----- |
| 1     | União Soviética | 2               | 2                | 3                 | 7     |
| 2     | Japão           | 2               | 0                | 1                 | 3     |
| 3     | Estados Unidos  | 2               | 0                | 0                 | 2     |
| 4     | Finlândia       | 1               | 0                | 2                 | 3     |
| 4     | Polónia         | 1               | 0                | 2                 | 3     |
| 6     | Irão            | 1               | 0                | 0                 | 1     |
| 7     | Hungria         | 0               | 3                | 1                 | 4     |
| 8     | Bulgária        | 0               | 2                | 0                 | 2     |
| 9     | Bélgica         | 0               | 1                | 0                 | 1     |
| 9     | Suécia          | 0               | 1                | 0                 | 1     |
| Total | Total           | 9               | 9                | 9                 | 27    |

Quadro de medalhas nos levantamentos + total combinado
| Ordem | País                  | Medalha de ouro | Medalha de prata | Medalha de bronze | Total |
| ----- | --------------------- | --------------- | ---------------- | ----------------- | ----- |
| 1     | União Soviética       | 10              | 7                | 10                | 27    |
| 2     | Estados Unidos        | 5               | 3                | 1                 | 9     |
| 3     | Polónia               | 4               | 4                | 5                 | 13    |
| 4     | Japão                 | 4               | 3                | 5                 | 12    |
| 5     | Hungria               | 3               | 7                | 4                 | 14    |
| 6     | Irão                  | 3               | 1                | 0                 | 4     |
| 7     | Finlândia             | 2               | 3                | 4                 | 9     |
| 8     | Bélgica               | 2               | 1                | 0                 | 3     |
| 9     | Bulgária              | 1               | 3                | 0                 | 4     |
| 10    | Suécia                | 1               | 2                | 1                 | 4     |
| 11    | França                | 1               | 0                | 0                 | 1     |
| 12    | Tchecoslováquia       | 0               | 1                | 1                 | 2     |
| 13    | Alemanha Oriental     | 0               | 1                | 0                 | 1     |
| 14    | Noruega               | 0               | 0                | 2                 | 2     |
| 15    | Porto Rico            | 0               | 0                | 1                 | 1     |
| 15    | Tailândia             | 0               | 0                | 1                 | 1     |
| 15    | República Árabe Unida | 0               | 0                | 1                 | 1     |
| Total | Total                 | 36              | 36               | 36                | 108   |